# Jangdzse állomás
Jangdzse (Yangjae) állomás a szöuli metró 3-as és Sinbundang vonalának állomása Szöul Szocsho-ku (Seocho-gu) kerületében.

## Viszonylatok
| 3-as vonal                             | 3-as vonal       | 3-as vonal                                          |
| -------------------------------------- | ---------------- | --------------------------------------------------- |
| Nambu buszterminál Tehva (Daehwa) felé | fő vonal         | Mebong (Maebong) Ogum (Ogeum) felé                  |
| Sinbundang vonal                       |                  |                                                     |
| Kangnam (Gangnam) végállomás felé      | Sinbundang vonal | Jangdzse (Yangjae) közerdő Kvanggjo (Gwanggyo) felé |